# Bruno Castellucci
Bruno Castellucci (* 10. Januar 1944 in Châtelet) ist ein belgischer Jazzschlagzeuger italienischer Abstammung.

## Werdegang
Der musikalische Autodidakt begann mit 14 Jahren mit dem Schlagzeugspiel. Bereits Anfang der 1960er Jahre arbeitete er mit belgischen Jazzmusikern wie René Thomas, Bobby Jaspar, Jacques Pelzer und Francy Boland und erhielt 1962 den ersten Preis für Schlagzeug beim Adolphe-Sax-Jazzfestival in Dinant.
1963 wurde er Mitglied des Quintetts von Alex Scorier. Bekannt wurde er durch seine Zusammenarbeit mit Toots Thielemans, mit dem er seit 1974 bei zahlreichen Konzerten und Plattenaufnahmen wirkte. Zwischen 1974 und 1980 war er außerdem Mitglied des Jazzorchesters des flämischen Rundfunks.
Zwischen 1977 und 1979 war er Mitglied der Band von Jan Akkerman. Seit 1980 war er Schlagzeuger der Bigband von Peter Herbolzheimer. Daneben arbeitete er auch mit der Bigband von Bob Mintzer und dem Count Basie Orchestra.
Castellucci leitete in den 1980er Jahren ein Quartett mit Peter Tiehuis, Michel Herr und Michel Hatzigeorgiou, mit dem er das Album Bim Bim (1989) aufnahm. In den 1990er Jahren gründete er das Bruno Castellucci Stringtett, ein international besetztes um ein Streichquartett erweitertes Jazzquartett (Alben Towards the Light und Lost and Found).
Als Sideman wirkte Castellucci an mehr als sechzig Alben mit und arbeitete mit Musikern wie Charlie Mariano, Airto Moreira, Joe Zawinul, Bob Mintzer, Chet Baker, Lee Konitz, Jaco Pastorius, Quincy Jones, Chaka Khan, Dianne Reeves, Nono García, Bill Frisell und Jan Akkerman, in jüngerer Zeit mit Éric Legnini, Judy Niemack, Richard Galliano, Ivan Paduart, Philip Catherine, Joachim Kühn, Anne Ducros, Gordon Beck und Heinz von Hermann.
Zwischen 1985 und 1988 unterrichtete er am Konservatorium von Rotterdam. Daneben unterrichtet er seit 1986 an der Brüsseler Musikakademie und seit 1998 am Brüsseler Konservatorium und gibt Workshops in zahlreichen Ländern Europas, Nordafrika, Japan, Kanada und den USA.